# غويجعلي تبة
غويجعلي تبة هي قرية في مقاطعة أرومية، إيران. يقدر عدد سكانها بـ 26 نسمة بحسب إحصاء 2016.